# Giles Nuttgens
Giles Nuttgens (* 12. Juli 1961) ist ein britischer Kameramann.

## Leben
Giles Nuttgens ist der Sohn des Architekten Patrick Nuttgens (1930–2004). Sein jüngerer Bruder ist der Komponist Sandy Nuttgens. 1981 begann er seine Karriere als Kameraassistent bei BBC-TV. Im Alter von 25 Jahren wurde er einer der jüngsten Kameramänner für Filmdokumentationen. Später wurde er Kameraassistent von Andrew Dunn und debütierte mit dem 1992 erschienenen und von Pradip Krishen inszenierten Electric Moon als Kameramann für einen Spielfilm. Für die kanadische Regisseurin Deepa Mehta drehte er später ihre Elementar-Trilogie Fire – Wenn die Liebe Feuer fängt (1996), Earth (1998) und Water (2005). Für letzteren wurde er bei der Verleihung des kanadischen Filmpreises Genie Award als Bester Kameramann ausgezeichnet.

## Filmografie (Auswahl)
- 1992: Electric Moon
- 1995: Indiana Jones und der rote Baron (The Adventures of Young Indiana Jones: Attack of the Hawkmen, Fernsehfilm)
- 1996: Fire – Wenn Liebe Feuer fängt (Fire)
- 1996: Indiana Jones und die Reise mit Dad (The Adventures of Young Indiana Jones: Travels with Father, Fernsehfilm)
- 1997: Liebe, Kunst und Zimmerpflanzen (Keep the Aspidistra Flying)
- 1998: Earth
- 1999: Alice im Wunderland (Alice in Wonderland, Fernsehfilm)
- 2000: Battlefield Earth – Kampf um die Erde (Battlefield Earth: A Saga of the Year 3000)
- 2001: The Deep End – Trügerische Stille (The Deep End)
- 2002: Swimfan
- 2003: Young Adam
- 2004: If Only
- 2005: Stellas Versuchung (Asylum)
- 2005: Bee Season
- 2005: Water
- 2007: The Good Night
- 2007: Hallam Foe – This Is My Story (Hallam Foe)
- 2008: Das Mädchen mit dem Diamantohrring (The Loss of a Teardrop Diamond)
- 2011: Perfect Sense
- 2012: Mitternachtskinder (Midnight’s Children)
- 2012: Das Glück der großen Dinge (What Maisie Knew)
- 2013: Dom Hemingway
- 2014: Young Ones
- 2014: God Help the Girl
- 2015: The D Train
- 2016: Umweg nach Hause (The Fundamentals of Caring)
- 2016: Hell or High Water
- 2018: Colette
- 2018: The Wedding Guest
- 2019: Greed
- 2020: Denk wie ein Hund (Think Like a Dog)
- 2020: Enola Holmes
- 2021: Montana Story
- 2022: Enola Holmes 2
- 2023: Shoshana
- 2024: Loyal Friend (The Friend)
- 2024: The Negotiator (Relay)